# المتمردة (مسلسل)

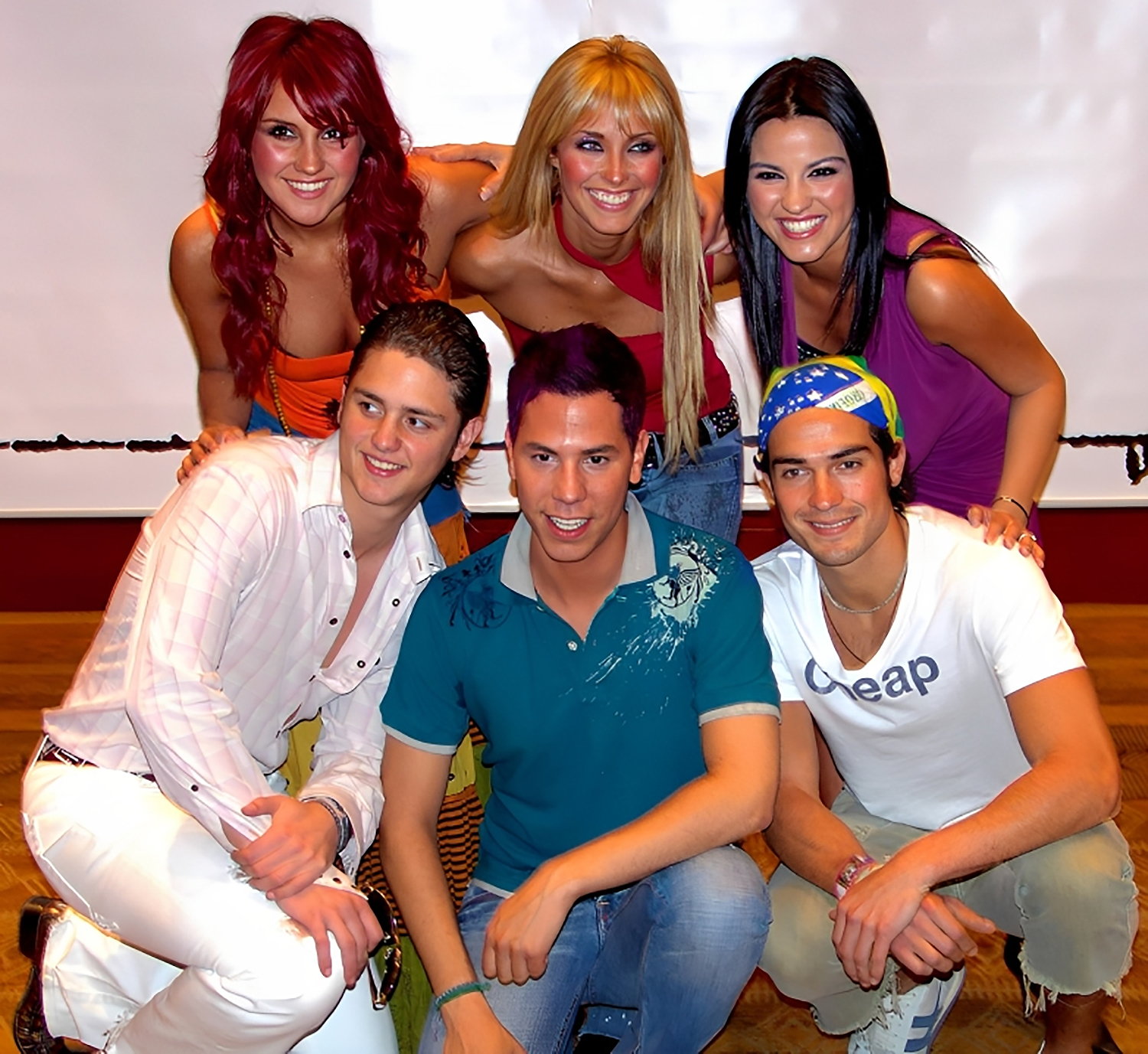
صورة جماعية لأبطال المسلسل الدي حقق نجاحاً منقطع النظير

المتمردة مسلسل مكسيكي حقق نجاحاً عالمياً، عرض في عدة دول وترجم إلى عدة لغات منها الإنجليزية - الأرمنية - الروسية - الإيطالية - الفرنسية - الكرواتية -التركية وصل عددالدول إلى 65 دولة ومع ترجمة المسلسل إلى العربية قد يصل العدد إلى 82 دولة حول العالم. يقع المسلسل في 440 حلقة من الأحدات المشوقة بين طلاب الجامعات وعلاقاتهم الأسرية والعائلية.

## القصة
تدور أحداث المسلسل حول علاقة الأبناء والآباء من خلال ثلاث عائلات تربط بين أبنائها وبناتها علاقات حب متفرقة تؤدي إلى الزواج والانفصال بسبب تدخل الوشاة وذوي النفوس الشريرة

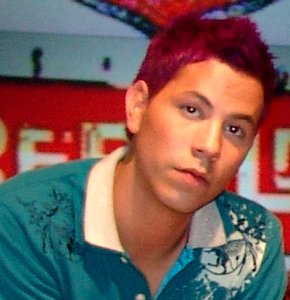
ممتل في المسلسل "كرستيان شافيز"

## معلومات حول المسلسل
حقق نجاح عالمي عرض في عدة دول وترجم إلى عدة لغات منها الإنجلزية، الأرمنية، الروسية، الإيطالية، التركية، الفرنسية والكرواتية. وصل عدد الدول إلى 65 دولة.
تاريخ إصداره في المكسيك : أغسطس 2005
تاريخ إصداره في البرازيل : ديسمبر 2005
تاريخ إصداره في الولايات المتحدة : نوفمبر 2006

## نسخ المسلسل
- البرتغال: قامت بتصوير نسخة عن المسلسل، تحمل اسم Rebelde Way
- الهند: قامت بإنتاج نسخة عن المسلسل فقط بعد أشهر من عرضه الأول
- أمريكا: أنتجت نسخة عنه من إنتاج Jennifer Lopez
- إسبانيا: اشترت حقوق تصوير نسخة جديدة عن المسلسل

## الأبطال
- Anahí ..Mia Colucci Caceres
- Dulce María .. Roberta Pardo Rey
- Maite Perroni .. Lupita Fernandez
- Alfonso Herrera ..Miguel Arango Cervera
- Christopher Uckermann .. Diego Bustamante
- Christian Chávez .. Juan "Giovanni" Méndez López

## مواقع خارجية
- المتمردة على موقع IMDb (الإنجليزية)
- المتمردة على موقع كينوبويسك (الروسية)
- المتمردة على موقع ألو سيني (الفرنسية)
- المتمردة على موقع قاعدة بيانات الفيلم (الإنجليزية)

- Official Site Of Rebelde
- RBD and Rebelde - Albania(Shqiperi)
- website with information of the band
- Rebelde Fans United Forum